# Ekanit Panya
Ekanit Panya (tiếng Thái: เอกนิษฐ์ ปัญญา, sinh ngày 21 tháng 10 năm 1999), còn được biết với tên đơn giản Book (tiếng Thái: บุ๊ค), là một cầu thủ bóng đá người Thái Lan thi đấu ở vị trí tiền vệ cho câu lạc bộ ở J2 League Ehime FC theo dạng cho mượn từ BG Pathum United và đội tuyển bóng đá quốc gia Thái Lan.

## Sự nghiệp câu lạc bộ
Ngày 18 tháng 10 năm 2015, Panya trở thành cầu thủ ghi bàn trẻ nhất trong lịch sử Giải bóng đá Ngoại hạng Thái Lan khi ghi bàn trong thất bại 1-4 trước Muangthong United vào thời điểm 15 tuổi 11 tháng 28 ngày.

## Sự nghiệp quốc tế
Vào tháng 9 năm 2017, anh đoạt chức vô địch Giải vô địch bóng đá U-18 Đông Nam Á 2017 cùng với U-19 Thái Lan.

## Bàn thắng quốc tế

### U-19
| Ekanit Panya – bàn thắng cho U-19 Thái Lan | Ekanit Panya – bàn thắng cho U-19 Thái Lan | Ekanit Panya – bàn thắng cho U-19 Thái Lan  | Ekanit Panya – bàn thắng cho U-19 Thái Lan | Ekanit Panya – bàn thắng cho U-19 Thái Lan | Ekanit Panya – bàn thắng cho U-19 Thái Lan | Ekanit Panya – bàn thắng cho U-19 Thái Lan      | Ekanit Panya – bàn thắng cho U-19 Thái Lan |
| #                                          | Ngày                                       | Địa điểm                                    | Đối thủ                                    | Tỉ số                                      | Kết quả                                    | Giải đấu                                        |                                            |
| ------------------------------------------ | ------------------------------------------ | ------------------------------------------- | ------------------------------------------ | ------------------------------------------ | ------------------------------------------ | ----------------------------------------------- | ------------------------------------------ |
| 1.                                         | 17 tháng 3 năm 2017                        | Diamond Hill, Hồng Kông                     | Singapore                                  | 1–2                                        | 1–3                                        | 2017 Jockey Club Tournament                     |                                            |
| 2.                                         | 4 tháng 9 năm 2017                         | Yangon, Myanmar                             | Đông Timor                                 | 1–0                                        | 3–0                                        | Giải vô địch bóng đá U-18 Đông Nam Á 2017       |                                            |
| 3.                                         | 15 tháng 9 năm 2017                        | Yangon, Myanmar                             | Malaysia                                   | 1–0                                        | 2–0                                        | Giải vô địch bóng đá U-18 Đông Nam Á 2017       |                                            |
| 4.                                         | 6 tháng 11 năm 2017                        | Ulaanbaatar, Mông Cổ                        | Mông Cổ                                    | 2–5                                        | 2–5                                        | Vòng loại Giải vô địch bóng đá U-19 châu Á 2018 |                                            |
| 5.                                         | 23 tháng 3 năm 2018                        | Dubai, Các Tiểu vương quốc Ả Rập Thống nhất | Ả Rập Xê Út                                | 1–0                                        | 1–2                                        | 2018 Dubai Cup                                  |                                            |

### Đội tuyển quốc gia
| Ekanit Panya – Bàn thắng cho đội tuyển Thái Lan | Ekanit Panya – Bàn thắng cho đội tuyển Thái Lan | Ekanit Panya – Bàn thắng cho đội tuyển Thái Lan | Ekanit Panya – Bàn thắng cho đội tuyển Thái Lan | Ekanit Panya – Bàn thắng cho đội tuyển Thái Lan | Ekanit Panya – Bàn thắng cho đội tuyển Thái Lan | Ekanit Panya – Bàn thắng cho đội tuyển Thái Lan | Ekanit Panya – Bàn thắng cho đội tuyển Thái Lan |
| #                                               | Ngày                                            | Địa điểm                                        | Đối thủ                                         | Tỉ số                                           | Kết quả                                         | Giải đấu                                        |                                                 |
| ----------------------------------------------- | ----------------------------------------------- | ----------------------------------------------- | ----------------------------------------------- | ----------------------------------------------- | ----------------------------------------------- | ----------------------------------------------- | ----------------------------------------------- |
| 1.                                              | 15 tháng 10 năm 2019                            | Sân vận động Thammasat, Pathum Thani, Thái Lan  | UAE                                             | 1–0                                             | 2–1                                             | Vòng loại World Cup 2022                        |                                                 |

## Danh hiệu

### Quốc tế
U-19 Thái Lan
- Jockey Club Tournament (1): 2017
- Giải vô địch bóng đá U-19 Đông Nam Á (1): 2017